# Mallur
Mallur là một thị xã panchayat của quận Salem thuộc bang Tamil Nadu, Ấn Độ.

## Địa lý
Mallur có vị trí 11°33′B 78°08′Đ / 11,55°B 78,13°Đ Nó có độ cao trung bình là 293 mét (961 feet).

## Nhân khẩu
Theo điều tra dân số năm 2001 của Ấn Độ, Mallur có dân số 9796 người. Phái nam chiếm 52% tổng số dân và phái nữ chiếm 48%. Mallur có tỷ lệ 60% biết đọc biết viết, cao hơn tỷ lệ trung bình toàn quốc là 59,5%: tỷ lệ cho phái nam là 66%, và tỷ lệ cho phái nữ là 53%. Tại Mallur, 11% dân số nhỏ hơn 6 tuổi.